# Parque Nacional de Lahemaa
O Parque Nacional de Lahemaa (em estoniano:  Lahemaa rahvuspark) é uma área protegida no norte da Estônia, a 70 km a leste da capital Tallinn. Criado em 1971, tem mais de 747 km2 (incluindo 274,9 km2 no mar). Foi a primeira área a ser estabelecida como parque nacional na antiga União Soviética. É o maior parque da Estónia e um dos maiores da Europa. 
O regulamento do parque nacional prevê a preservação, a pesquisa e a promoção das paisagens, da biodiversidade e dos ecossistemas do norte estoniano.

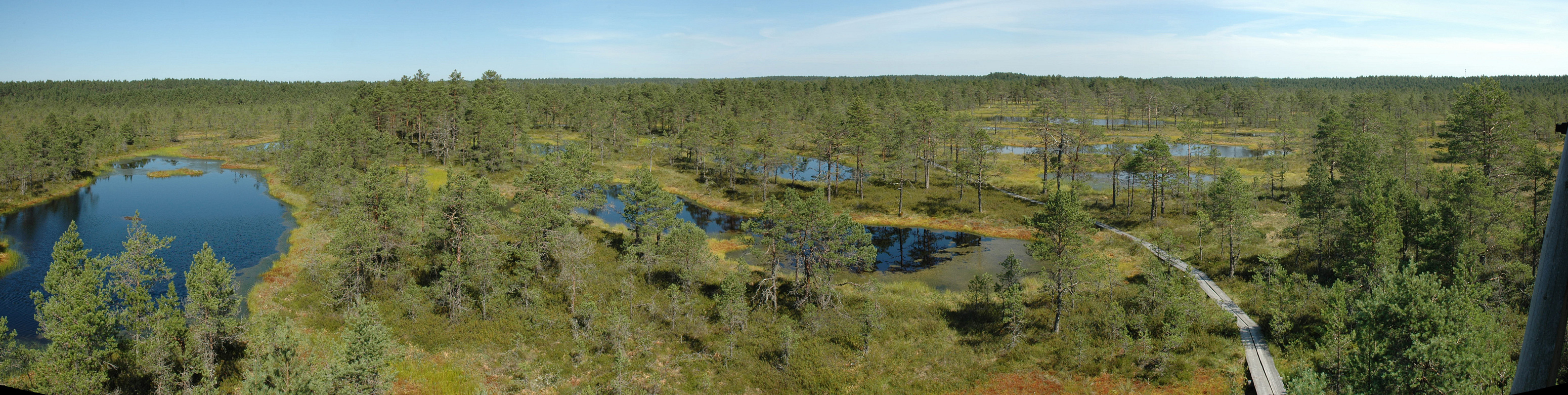
Pântano de Viru, no Parque Nacional de Lahemaa.